# مدرسه حقوق، دانشگاه آکسفورد بروکس
مدرسه حقوق، دانشگاه آکسفورد بروکس (به انگلیسی: School of Law, Oxford Brookes University) دانشکده حقوق از دانشگاه آکسفورد بروکس در آکسفورد، انگلستان است. مدرسه حقوق بخشی از دانشکده علوم انسانی و علوم اجتماعی است.

## رتبه‌بندی
مدرسه حقوق دانشگاه آکسفورد بروکس، رتبه سوم در انگلستان و ولز است (ششم مشترک از بین ۱۱۵ دانشگاه / کالج FE در انگلستان که دارای مدرک حقوق هستند) در نظرسنجی ملی دانشجویان ۲۰۱۶، با ۹۷٪ رضایت دانشجویان نرخ دوره‌های حقوقی ارائه شده توسط آکسفورد بروکس نیز در براکت ۱۵۰–۲۰۰ برتر رتبه‌بندی موضوعات موضوعی دانشگاه QS جهانی قرار گرفته‌است. مدرسه حقوق نیز در شانزدهمین مدرسه حقوق در راهنمای دانشگاه خوب نگهبان ۲۰۱۶ قرار داشت. این مدرسه حقوق نیز در ۳۰ مؤسسه برتر برای تحصیل در مقطع کارشناسی ارشد در راهنمای دانشگاه 2015 Times / Sunday Times Good University بود، با دوره‌های حقوقی در ۲۸ ام از ۱۰۰ دانشکده حقوق دانشگاه انگلستان قرار گرفت - دوباره بالاتر از چندین مدرسه حقوق گروه راسل. . علاوه بر این، این دانشگاه از لحاظ تاریخی در مسابقات مختلف ملی و بین‌المللی موفق بوده‌است، در سال ۲۰۱۵ برنده هر دو مسابقه ملی ESU Essex مسابقه و مسابقه Invert Temple Inter-Varsity Mooting، به معنای شعار ملی Magna Carta - به جشن ۸۰۰ سالگرد امضای مگنا کارتا - بین دو تیم بروکس آکسفورد برگزار می‌شود.

## انجمن حقوقی بروکس آکسفورد
این مدرسه دارای یک جامعه دانشجویی تحت عنوان انجمن حقوقی بروکس آکسفورد است که انواع مختلفی از رویدادها مانند توپ سالانه کریسمس، بازدید از Old Old Bailey و دادگاه‌های سلطنتی دادگستری، سفر به پارلمان اروپا و دادگاه حقوق بشر اروپا را به همراه گفتگوهای وکلای برجسته و دیگران برگزار می‌کند.
انجمن حقوقی دارای بیش از ۲۵۰ عضو فعال از موضوعات مختلف تحصیلی است.

## افراد قابل توجه

### فارغ التحصیلان قابل توجه
- گراهام فرانسیس دفریس - وکیل و کاریکاتوریست
- جاناتان دنجوگلی - وکیل، عضو محافظه کار مجلس، دادستان کل سابق سایه و وزیر امور خارجه، وزارت دادگستری، ۲۰۱۰–۱۲

### دانشگاهیان قابل توجه
دیوید یاردلی، رئیس گروه حقوق، سیاست و اقتصاد آکسفورد پلی تکنیک (۱۹۸۰–۱۹۸۰)